# اوله اوسوخوفسکی
اوله اوسوخوفسکی (اوکراینی: Олег Іванович Осуховський؛ زادهٔ ۱۸ ژوئن ۱۹۷۸) سیاست‌مدار اهل اوکراین است.